# Вітанова
Вітанова (словац. Vitanová) — село, громада округу Тврдошін, Жилінський край. Кадастрова площа громади — 45.8 км².
Населення 1341 особа (станом на 31 грудня 2018 року).

## Історія
Вітанова згадується 1355 року.

## Географія
Неподалік знаходиться Юраньова долина.

## Населення
| Рік:            | 1994. | 2004.   | 2014.   | 2024.   |
| --------------- | ----- | ------- | ------- | ------- |
| Кількість осіб: | 1187  | 1232    | 1297    | 1319    |
| Різниця:        |       | +3,79 % | +5,27 % | +1,69 % |

| Рік:            | 2023. | 2024.   |
| --------------- | ----- | ------- |
| Кількість осіб: | 1314  | 1319    |
| Різниця:        |       | +0,38 % |